# Trombe (cacciatorpediniere)
Il Trombe è stato un cacciatorpediniere della Marine nationale appartenente alla classe Bourrasque; varato nel 1925, la nave durante la sua carriera operativa passò alla Regia Marina nel 1942 con il nome di FR 31, ma con la firma dell'armistizio dell'Italia con le potenze alleate, la nave passò nuovamente sotto le insegne della marina francese fino al 1950, anno della sua demolizione nel porto di Genova

## Storia
Fu completato nel 1927.
Il 27 novembre 1942, in seguito all'occupazione tedesca dei territori della Francia di Vichy, si autoaffondò a Tolone insieme al resto della flotta francese per evitare la cattura. 
Fu tuttavia giudicato riparabile e fu quindi riportato a galla. Trainato in un porto ligure, fu sottoposto a lavori di ricostruzione; fu quindi incorporato nella Regia Marina ricevendo il nominativo di FR 31. 
Fu uno dei soli quattro cacciatorpediniere ex francesi incorporati nella Regia Marina a tornare effettivamente in servizio, a partire dalla primavera del 1943. 
Svolse comunque un servizio brevissimo. Già il 10 maggio 1943, infatti, mentre era in navigazione tra Chiatona e Metaponto (diretto a Taranto) con la scorta del cacciasommergibili Vergada e del rimorchiatore Gagliardo, si venne a trovare in difficoltà a causa del repentino peggioramento delle condizioni meteomarine. Il rimorchiatore Salvatore Primo, mandato da Taranto per fornire assistenza alle navi del convoglio, speronò, causa il buio e la nebbia, l’FR 31: mentre il Salvatore Primo, sia pure danneggiato, poté rientrare alla base dopo aver recuperato due uomini dell'FR 31, il cacciatorpediniere sbandò fortemente sulla dritta e finì arenato all'altezza di Riva dei Tessali. I lavori di disincaglio e riparazione si protrassero a lungo.
Alla data dell'armistizio, infatti, si trovava ancora ai lavori. La Francia libera ne richiese la restituzione ed il 28 ottobre 1943, ultimate le riparazioni, l’FR 31 si trasferì a Biserta tornando sotto bandiera francese e riassumendo il vecchio nome di Trombe.
Nella notte tra il 16 ed il 17 aprile 1945, a 14 miglia da Oneglia, il Trombe cadde vittima di un attacco da parte di un barchino esplosivo e un barchino silurante della Xª Flottiglia MAS della Repubblica Sociale Italiana, l’MTM 548 e l’MTSMA 312: il secondo mezzo, pilotato dal serg. AU Zironi , manovrò per attirare l'attenzione del Trombe, mentre l’MTM 548 pilotato dal s.c. Sergio Denti  lo centrò sulla dritta, aprendo un grosso squarcio ed uccidendo 20 uomini. La nave ebbe una grossa falla nella fiancata e danni gravissimi, che la misero fuori uso; fu rimorchiata a Tolone ma il danno fu giudicato irreparabile.
Recuperato in mare svenuto, l’assaltatore Sergio Denti, ricevette dal comandante “ l'onore alle armi”. 
Nel febbraio 1950 il Trombe fu radiato ed avviato alla demolizione.